# 個人合理性
配分xが個人合理性（英: individual rationality）を満たすとは、初期賦存ベクトルωに対して
{\displaystyle \forall i\in I,x_{i}\succsim _{i}\omega _{i}}
が成り立つことを意味する。個人合理性はゲーム理論、一般均衡理論、契約理論、メカニズムデザイン論などの分野における重要概念である。

## ゲーム理論における個人合理性
コアとは協力ゲーム理論における代表的な解の概念であるが、配分が個人合理性を満たすことは配分がコアに属すための必要条件である。

## 一般均衡理論における個人合理性
ミクロ経済学の主要分野である一般均衡理論ではワルラス均衡の性質が研究されているが、一般にワルラス均衡が実現する資源配分は個人合理性を満たすことが知られている。

### 補足
1. ↑  ただし、{\displaystyle I}はすべての個人からなる集合、{\displaystyle \succsim _{i}}は経済主体{\displaystyle i\in I}の選好関係を表す。

## 引用文献
- 岡田章『ゲーム理論・入門：人間社会の理解のために』有斐閣〈有斐閣アルマ〉、2008年。ISBN 978-4-641-12362-5。
- 奥野正寛『ミクロ経済学』東京大学出版会、2008年。ISBN 978-4130421270。
- 若山豊貴; 藤中裕二『メカニズムデザイン：資源配分制度の設計とインセンティブ』ミネルヴァ書房、2008年。ISBN 978-4623052349。